# 그린케미칼
그린케미칼 주식회사(영어: Green Chemical)는 대한민국의 화학 기업으로, KPX홀딩스의 자회사이다.
대한민국 유일 저탄소 에톡실레이션 공정 기술을 보유하고 있다.

## 역사
2003년 한국포리올로부터 물적 분할되어 설립되었다.

## 사업장 현황
- 본사: 충청남도 서산시 대산읍 독곶2로 103
- 서울사무소 : 서울특별시 마포구 마포대로 86 창강빌딩 15층
- 기흥연구소 : 경기도 용인시 기흥구 동백중앙로 16번길 16-9 이호지식산업센터 6층